# Seiko Seno
Seiko Seno é um ator japonês nascido em 25 de janeiro de 1964. No Brasil, ele é mais conhecido por ter interpretado o protagonista Ryusei Tsurugi na série de tokusatsu Metalder, onde foi creditado como Akira Seno. Também apareceu na série de Super Sentai Donbrothers.
Em 2020, Seno participou de meet & greet online organizado pela Alma Tokusatsu. Mas veio pela primeira vez ao Brasil em 2023 para participar do evento Anime Summit Chibi, em Brasília juntamente com Takumi Tsutsui (famoso por interpretar o Jiraiya), de quem é amigo próximo.